# Scorpaenopsis barbata
Scorpaenopsis barbata är en fiskart som först beskrevs av Ruppell, 1838.  Scorpaenopsis barbata ingår i släktet Scorpaenopsis och familjen Scorpaenidae. Inga underarter finns listade i Catalogue of Life.